# Temporada 2017-18 da VTB United League
A Temporada da VTB United League será a 9ª temporada da VTB United League e a quinta como competição de elite do basquetebol masculino da Rússia. A competição tem como patrocinador principal o maior banco do país, VTB Bank.
A equipe do CSKA Moscovo luta pela hegemonia e seu 8º título, sendo os últimos 6 em sequencia.  Treze equipes de cinco países disputam essa temporada.

## Equipes participantes
| Clube              | Localização     | Arena                         | Capacidade | Treinador          |
| ------------------ | --------------- | ----------------------------- | ---------- | ------------------ |
| Astana             | Astana          | Velódromo Saryarka            | 9.270      | Kostas Flevarakis  |
| Avtodor Saratov    | Saratov         | Palácio dos Esportes          | 6.100      | Andrea Mazzon      |
| CSKA Moscou        | Moscovo         | Megasport Arena               | 13.126     | Dimitrios Itoudis  |
| Enisey Krasnoyarsk | Krasnoyarsk     | Arena Sever                   | 4.100      | Oleg Okulov        |
| Kalev/Cramo        | Tallinn         | Saku Suurhall                 | 7.000      | Alar Varrak        |
| Khimki             | Khimki          | Arena Mytishchi               | 8.000      | Georgios Bartzokas |
| Lokomotiv Kuban    | Krasnodar       | Basketball Hall               | 7.500      | Saša Obradović     |
| Nizhny Novgorod    | Níjni Novgorod  | Trade Union                   | 5.600      | Zoran Lukić        |
| Parma              | Perm            | Universal Sports Palace Molot | 7.000      | Nikolajs Mazurs    |
| Tsmoki-Minsk       | Minsk           | Arena Minsk                   | 15.086     | Andrei Krivonos    |
| UNICS              | Cazã            | Basket-Hall Kazan             | 7.482      | Dimitrios Priftis  |
| VEF Riga           | Riga            | Arena Riga                    | 12.500     | Jānis Gailītis     |
| Zenit St. Ptburgo  | São Petersburgo | Palácio de Esportes Yubileyny | 7.044      | Vasily Karasev     |

## Temporada Regular
| Casa\Visitante     | AST   | AVT   | CSK    | ENI    | KAL     | KHI    | LOK    | NIZ    | PAR    | MIN    | UNI    | VEF   | ZEN    |
| ------------------ | ----- | ----- | ------ | ------ | ------- | ------ | ------ | ------ | ------ | ------ | ------ | ----- | ------ |
| Astana             |       | 75-92 | 72-92  | 92-75  | 102-92  | 84-79  | 50-83  | 73-85  | 78-84  | 77-59  | 73-78  | 67-53 | 87-64  |
| Avtodor Saratov    | 92-86 |       | 98-110 | 102-83 | 82-77   | 104-92 | 77-110 | 84-75  | 82-87  | 104-82 | 78-80  | 89-84 | 92-107 |
| CSKA Moscou        | 79-63 | 93-66 |        | 108-73 | 108-100 | 90-71  | 79-90  | 97-80  | 101-94 | 90-54  | 80-63  | 94-69 | 100-84 |
| Enisey Krasnoyarsk | 90-76 | 83-88 | 72-87  |        | 88-91   | 84-89  | 49-75  | 98-90  | 96-77  | 91-80  | 89-93  | 68-75 | 84-104 |
| Kalev/Cramo        | 83-73 | 95-89 | 95-105 | 97-88  |         | 92-84  | 62-88  | 97-103 | 74-76  | 80-85  | 67-75  | 98-94 | 89-95  |
| Khimki             | 72-71 | 88-75 | 81-96  | 92-62  | 96-85   |        | 83-90  | 90-87  | 90-87  | 83-55  | 80-83  | 73-77 | 66-76  |
| Lokomotiv Kuban    | 79-78 | 90-93 | 75-78  | 106-57 | 95-62   | 93-78  |        | 94-64  | 94-64  | 67-56  | 67-77  | 83-70 | 87-84  |
| Nizhny Novgorod    | 79-78 | 84-82 | 90-104 | 79-85  | 103-85  | 79-82  | 92-86  |        | 73-88  | 82-91  | 89-91  | 80-64 | 100-90 |
| Parma              | 84-90 | 94-96 | 76-111 | 96-73  | 104-84  | 69-106 | 73-86  | 80-82  |        | 81-88  | 76-111 | 87-69 | 94-99  |
| Tsmoki-Minsk       | 75-66 | 82-85 | 83-93  | 74-88  | 87-84   | 79-82  | 88-84  | 70-78  | 66-65  |        | 65-91  | 84-77 | 81-82  |
| UNICS              | 90-75 | 89-82 | 75-88  | 91-76  | 104-78  | 80-79  | 93-65  | 99-93  | 84-70  | 87-62  |        | 89-81 | 94-60  |
| VEF Riga           | 89-77 | 79-82 | 81-88  | 94-67  | 87-83   | 64-104 | 69-71  | 94-90  | 78-67  | 82-70  | 69-81  |       | 80-90  |
| Zenit St. Ptburgo  | 84-73 | 79-93 | 87-83  | 85-73  | 85-80   | 80-98  | 79-78  | 92-89  | 98-73  | 83-76  | 82-99  | 84-83 |        |

Legendas
|  |                                      |
|  | Partidas finalizadas com prorrogação |

## Playoffs

### Confrontos
|  | Quartas-de-final | Quartas-de-final     | Quartas-de-final     |        |             | Semifinais | Semifinais | Semifinais |  |  | Final | Final       | Final |
|  |                  |                      |                      |        |             |            |            |            |  |  |       |             |       |
|  |                  | CSKA Moscou          | 3                    |        |             |            |            |            |  |  |       |             |       |
|  |                  | VEF Riga             | 0                    |        |             |            |            |            |  |  |       |             |       |
|  |                  | VEF Riga             | 0                    |        | CSKA Moscou | 84         |            |            |  |  |       |             |       |
|  |                  |                      |                      |        | CSKA Moscou | 84         |            |            |  |  |       |             |       |
|  |                  |                      | Zenit S. Petersburgo | 67     |             |            |            |            |  |  |       |             |       |
|  |                  | Zenit S. Petersburgo | Zenit S. Petersburgo | 67     | 3           |            |            |            |  |  |       |             |       |
|  |                  | Zenit S. Petersburgo |                      |        | 3           |            |            |            |  |  |       |             |       |
|  |                  | Avtodor Saratov      | 0                    |        |             |            |            |            |  |  |       |             |       |
|  |                  |                      |                      |        |             |            |            |            |  |  |       | CSKA Moscou |       |
|  |                  |                      |                      | Khimki |             |            |            |            |  |  |       |             |       |
|  |                  | Unics Cazã           | 3                    |        |             |            |            |            |  |  |       |             |       |
|  |                  | Nizhny Novgorod      | 1                    |        |             |            |            |            |  |  |       |             |       |
|  |                  | Nizhny Novgorod      | 1                    |        | Unics Cazã  | 71         |            |            |  |  |       |             |       |
|  |                  |                      |                      |        | Unics Cazã  | 71         |            |            |  |  |       |             |       |
|  |                  |                      | Khimki               | 76     |             |            |            |            |  |  |       |             |       |
|  |                  | Lokomotiv Kuban      | Khimki               | 76     | 0           |            |            |            |  |  |       |             |       |
|  |                  | Lokomotiv Kuban      |                      |        | 0           |            |            |            |  |  |       |             |       |
|  |                  | Khimki               | 3                    |        |             |            |            |            |  |  |       |             |       |

#### Quartas de final
| Time 1               | Série | Time 2          | 1º Jogo  | 2º Jogo | 3º Jogo | 4º Jogo | 5º Jogo |
| -------------------- | ----- | --------------- | -------- | ------- | ------- | ------- | ------- |
| CSKA Moscou          | 3 - 0 | VEF Riga        | 112 - 83 | 100-80  | 99-73   |         |         |
| Zenit S. Petersburgo | 3 - 0 | Avtodor Saratov | 91-80    | 79-73   | 90-78   |         |         |
| Unics Cazã           | 3 - 1 | Nizhny Novgorod | 84-66    | 74-77   | 95-94   | 101-86  |         |
| Lokomotiv Kuban      | 0 - 3 | Khimki          | 66-79    | 72-77   | 73-86   |         |         |

## Final Four

### Semifinais
8 de junho, VTB Ice Palace, Moscou
| Equipe 1    | Resultado | Equipe 2             |
| ----------- | --------- | -------------------- |
| CSKA Moscou | 84 – 67   | Zenit S. Petersburgo |
| UNICS Cazã  | 71 - 76   | Khimki               |

### Decisão do 3º colocado
10 de junho, VTB Ice Palace, Moscou
| Equipe 1             | Resultado | Equipe 2   |
| -------------------- | --------- | ---------- |
| Zenit S. Petersburgo | 93 - 79   | UNICS Cazã |

### Final
10 de junho, VTB Ice Palace, Moscou
| Equipe 1    | Resultado | Equipe 2 |
| ----------- | --------- | -------- |
| CSKA Moscou | 95 – 84   | Khimki   |

| Liga Unida de 2017–18 Campeão |
| ----------------------------- |
| CSKA Moscou 9º Título         |

### Colocação final
|    | Equipe               |
| -- | -------------------- |
|    | CSKA Moscou          |
|    | Khimki               |
|    | Zenit S. Petersburgo |
| 4º | UNICS Cazã           |

### Classificação Fase Regular
| Pos. | Clube              | J  | V  | D  | P+ / P-   | SP   | Classificação |
| ---- | ------------------ | -- | -- | -- | --------- | ---- | ------------- |
| 1    | CSKA Moscou        | 24 | 22 | 2  | 2268/1894 | 374  | Playoffs      |
| 2    | UNICS Cazã         | 24 | 22 | 2  | 2074/1829 | 245  | Playoffs      |
| 3    | Lokomotiv Kuban    | 24 | 17 | 7  | 2036/1755 | 281  | Playoffs      |
| 4    | Zenit St. Ptburgo  | 24 | 16 | 8  | 2053/2052 | 1    | Playoffs      |
| 5    | Avtodor Saratov    | 24 | 14 | 10 | 2107/2104 | 3    | Playoffs      |
| 6    | Khimki             | 24 | 13 | 11 | 2038/1942 | 96   | Playoffs      |
| 7    | Nizhny Novgorod    | 24 | 10 | 14 | 2046/2094 | -48  | Playoffs      |
| 8    | VEF Riga           | 24 | 8  | 16 | 1864/1980 | -116 | Playoffs      |
| 9    | Tsmoki-Minsk       | 24 | 8  | 16 | 1792/1982 | -190 |               |
| 10   | Astana             | 24 | 7  | 17 | 1836/1932 | -96  |               |
| 11   | Parma              | 24 | 7  | 17 | 1951/2086 | -135 |               |
| 12   | Kalev/Cramo        | 24 | 6  | 18 | 2030/2196 | -166 |               |
| 13   | Enisey Krasnoyarsk | 24 | 6  | 18 | 1892/2141 | -249 |               |

## Estatísticas individuais

### Eficiência
| # | Jogador        | Clube           | J | Índice |
| - | -------------- | --------------- | - | ------ |
| 1 | Drew Gordon    | Zenit           | 9 | 21.22  |
| 2 | Nando de Colo  | CSKA Moscou     | 8 | 20.00  |
| 3 | Stevan Jelovac | Nizhny Novgorod | 8 | 18.50  |
| 4 | Alexey Shved   | Khimki          | 8 | 17.88  |
| 5 | Stephane Lasme | UNICS           | 8 | 17.63  |

### Pontos
| # | Jogador        | Clube           | J | Índice |
| - | -------------- | --------------- | - | ------ |
| 1 | Alexey Shved   | Khimki          | 8 | 24.50  |
| 2 | Isaiah Briscoe | Kalev/Cramo     | 5 | 21.20  |
| 3 | Justin Carter  | Astana          | 8 | 20.38  |
| 4 | Stevan Jelovac | Nizhny Novgorod | 8 | 18.75  |
| 5 | Nando de Colo  | CSKA Moscou     | 8 | 17.88  |

### Rebotes
| # | Jogador        | Clube           | J  | Índice |
| - | -------------- | --------------- | -- | ------ |
| 1 | Drew Gordon    | Zenit           | 9  | 8.67   |
| 2 | Ike Udanoh     | Astana          | 9  | 8.33   |
| 3 | Coty Clarke    | Avtodor Saratov | 8  | 6.63   |
| 4 | Yanick Moreira | Parma           | 10 | 6.60   |
| 5 | Cedric Simmons | Kalev/Cramo     | 10 | 6.40   |

### Assistências
| # | Jogador              | Clube       | J  | Índice |
| - | -------------------- | ----------- | -- | ------ |
| 1 | Quino Colom          | UNICS       | 8  | 7.50   |
| 2 | Codi Miller-McIntyre | Parma       | 10 | 7.30   |
| 3 | Alex Pérez           | VEF Riga    | 8  | 6.63   |
| 4 | Sergio Rodríguez     | CSKA Moscou | 9  | 5.56   |
| 5 | Branko Mirković      | Kalev/Cramo | 10 | 5.50   |

## Prêmios individuais
| Mês       | Jogador         | Clube           | Ref    |
| --------- | --------------- | --------------- | ------ |
| Outubro   | Quino Colom     | UNICS           | [ 5 ]  |
| Novembro  | Nando de Colo   | CSKA Moscou     | [ 6 ]  |
| Dezembro  | Mardy Collins   | Lokomotiv Kuban | [ 7 ]  |
| Janeiro   | Sergey Karasev  | Zenit           | [ 8 ]  |
| Fevereiro | Justin Robinson | Avtodor Saratov | [ 9 ]  |
| Março     | Jamar Smith     | UNICS           | [ 10 ] |
| Abril     | Coty Clarke     | Avtodor Saratov | [ 11 ] |

## Clubes russos em competições europeias
| Clube           | Competição        | Resultado                                  |
| --------------- | ----------------- | ------------------------------------------ |
| CSKA Moscou     | EuroLiga          | 4º colocado                                |
| Khimki          | EuroLiga          | Eliminado quartas de finais por CSKA       |
| Zenit           | EuroCopa          | Eliminado quartas de finais por Reggiana   |
| UNICS           | EuroCopa          | Eliminado quartas de finais por FC Bayern  |
| Lokomotiv       | EuroCopa          | Finalista                                  |
| Enisey          | Liga dos Campeões | -                                          |
| Nizhny Novgorod | Liga dos Campeões | Eliminado 2ªQ                              |
| Avtodor Saratov | Liga dos Campeões | Eliminado 3ªQ                              |
| Kalev/Cramo     | Liga dos Campeões | Eliminado 2ªQ                              |
| Tsmoki-Minsk    | Liga dos Campeões | Eliminado 3ªQ                              |
| Parma           | Copa Europeia     | Eliminado 2ªQ                              |
| Nizhny Novgorod | Copa Europeia     | -                                          |
| Avtodor Saratov | Copa Europeia     | Temporada regular (3v-3d 3º colocado Gr.B) |
| Kalev/Cramo     | Copa Europeia     | -                                          |
| Tsmoki-Minsk    | Copa Europeia     | -                                          |